# Site mégalithique d'Outeiro de Gregos
Le site mégalithique d'Outeiro de Gregos est un groupe de  tumulus situé dans la freguesia de Campelo e Ovil (pt), sur le territoire de la municipalité de Baião (district de Porto, Portugal),.
Le mot mamoa (pt) est utilisé dans le nord-ouest de la péninsule ibérique pour désigner les tumulus funéraires caractéristiques du Néolithique.

## Description
Les vestiges de  ces monuments mégalithiques  est un groupe de cinq tumulus (mamoa en portugais) dans la Serra da Aboboreira (pt) dont on pense qu'ils ont été construits à des époques différentes.
- Mamoa 1 : C'est un ciste, datant d'entre 2300 et 1900 av. J.-C., délimité par un cercle de pierres levées inséré dans un « cairn ». La chambre funéraire est constituée de dalles tombées, disposées selon leur plus grand côté, et renforcées par d'autres dalles du même type. À la base de la chambre, un morceau de fil d'argent en forme de spirale (caractéristique de la première phase de l'âge du bronze ancien) a été retrouvé. Autour du tertre lui-même, se trouve un pavage horizontal d'environ 2,40 m de long, constitué de petites dalles ou blocs placés les uns contre les autres, formant une sorte de pavage irrégulier et mince, laissant de nombreux petits espaces, remplis de terre, entre les éléments qui le composent. Cette dalle semble avoir eu pour seule fonction de délimiter symboliquement l'espace sépulcral par rapport à l'espace naturel environnant.
- Mamoa 2 :

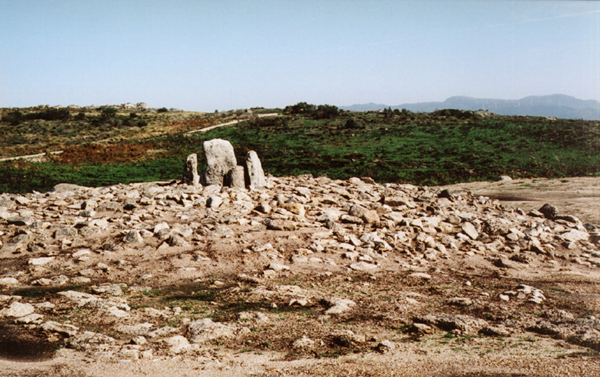
Mamoa 2

Il s'agit d'un tumulus terrestre, datant d'entre 4450 et 3700 av. J.-C., recouvert d'une coquille constituée d'une imbrication compacte de pierres qui s'arque vers la roche de base à la périphérie, afin d'enfermer le tumulus dans une enveloppe lithique protectrice. Il mesure 15 m de diamètre, et possède un dolmen, probablement fermé, avec une chambre polygonale, avec un minuscule espace intérieur, avec cinq orthostates verticaux, qui seraient à l'origine au nombre de huit. Sous l'une des dalles, un fragment de céramique (perle de collier) a été retrouvé. Depuis 2007, ce tertre est facilement visible depuis la route.
- Mamoa 3 :

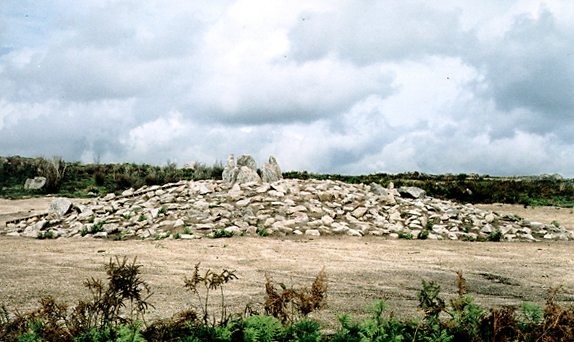
Mamoa 3

Il s'agit d'un monticule subcirculaire, datant d'entre 4450 et 3700 av. J.-C., de 12 m de diamètre Il est constitué de terre, recouvert d'une coquille, avec des traces d'un éventuel cercle de confinement lithique. La chambre funéraire est un dolmen simple fermé par sept orthostates, avec un espace intérieur minuscule, et une hauteur maximale de 1,90 m.
- Mammoa 4 : Il s'agit d'un petit monticule très bas, subcirculaire, recouvert d'une couverture de pierre presque horizontale et datant d'entre 3200 et 2700 av. J.-C.. Il est fait de terre et de pierres et mesure environ 9 m de diamètre et 0,20 m de hauteur. La chambre funéraire est une tombe orthostatique (à dalles verticales) et rappelle les cistes mégalithiques. Il semble s'agir d'une sépulture individuelle qui montre un positionnement plus discret sur le terrain, avec l'utilisation de la zone périphérique des plaines, à proximité d'autres monuments plus anciens, et une monumentalité réduite ou nulle.
- Mammoa 5 : Il s'agit d'un tertre bas, datant d'environ 1900 av. J.-C., constitué d'une couche de terre recouverte d'un amas de pierres, formant un « cairn » bas de 0,60 m de hauteur et d'un diamètre moyen de 10 m. Il n'a pas de structure centrale (pas de chambre).